# Aéroport de Sønderborg
Aéroport de Sønderborg (en danois : Sønderborg Lufthavn) (code IATA : SGD • code OACI : EKSB) est un aéroport situé à Sønderborg, au Danemark, à 35 minutes de la capitale Copenhague. L'aéroport a officiellement ouvert en 1968; cependant, les premiers vols ont eu lieu en 1950 et ont été pilotés par Sønderjyllands Flyveselskab

## Compagnies aériennes et destinations
Les compagnies aériennes suivantes proposent des vols réguliers et charters à l'aéroport :
| Compagnies    | Destinations                                  |
| ------------- | --------------------------------------------- |
| Alsie Express | Copenhague-Kastrup En saison : Rønne-Bornholm |

La compagnie Smartwings A.S. dessert Faro (FAO) au Portugal, depuis mai 2024.
Actualisé le 08/02/2023

## Statistiques
Pour des raisons techniques, il est temporairement impossible d'afficher le graphique qui aurait dû être présenté ici.

Voir la requête brute et les sources sur Wikidata.

## Transport terrestre
L'aéroport est situé à 7 km (4,349598344 mi) de la ville de Sønderborg. Le transfert se fait en taxi ou en voiture. Une voiture de location est également disponible à l'aéroport. Les autres villes pour lesquelles l'aéroport est utile sont Åbenrå (41 km (25,476218872 mi) ), Tønder (70 km (43,49598344 mi) ) et Flensburg (en Allemagne, 55 km (34,17541556 mi)).